# Добрівка
До́брівка — село в Україні, у Приазовській селищній громаді Мелітопольського району Запорізької області. Населення становить 449 осіб. До 2020 року орган місцевого самоврядування — Добрівська сільська рада.

## Географія
Село Добрівка розташоване за 165 км від обласного центру та 34 км від районного центру, на берегах річки Акчокрак, вище за течією на відстані 2 км розташоване село Новопокровка, нижче за течією на відстані 3,5 км розташоване село Дівнинське. Річка в цьому місці пересихає, яка має декілька загат.

## Історія
Село засноване 1922 року.
З 1935 року перебувало в складі Приазовського району.
19 травня 2016 року, на підставі розпорядження № 275 голови Запорізької обласної державної адміністрації, у селі Добрівка вулиця Леніна отримала нову назву — вулиця Вишнева.
12 червня 2020 року, відповідно до розпорядження Кабінету Міністрів України № 713-р «Про визначення адміністративних центрів та затвердження територій територіальних громад Запорізької області», Добрівська сільська громада об'єднана з Приазовською селищною громадою.
17 липня 2020 року, в результаті адміністративно-територіальної реформи та ліквідації Приазовського району, село увійшло до складу новоствореного Мелітопольського району.

## Економіка
- ТОВ «Добрівка»